# Kardynałowie z nominacji Honoriusza II
Papież Honoriusz II w ciągu swego pięcioletniego pontyfikatu (21 grudnia 1124 do 13 lutego 1130) mianował piętnastu nowych kardynałów.
Uwagi odnośnie do dat: daty nominacji zdecydowanej większości kardynałów nie są znane. W literaturze przedmiotu są one ustalane hipotetycznie. Wiadomo, że zgodnie z obowiązującym wówczas prawem kościelnym nominacje kardynalskie miały miejsce co do zasady w tzw. soboty kwartalne, a czasem wyjątkowo także w Wielką Sobotę lub sobotę przed niedzielą pasyjną. Najczęściej przyjmuje się, że kardynał został mianowany w ostatnią sobotę kwartalną przed pierwszą wzmianką dokumentacyjną o nim jako kardynale, w niektórych przypadkach jednak data ta jest korygowana w oparciu o dodatkowe przesłanki, w szczególności miejsce danego kardynała w porządku starszeństwa, wynikające z kolejności podpisów na papieskich przywilejach.

## Nominacje 21 lutego 1125
1. Guido, archidiakon Pizy i kamerling Kurii Rzymskiej – kardynał biskup Tivoli, zm. 1139
2. Grzegorz – kardynał prezbiter S. Balbina; od 14 lutego 1130 do 29 maja 1138 w obediencji antypapieża Anakleta II, pozbawiony godności kardynalskiej w kwietniu 1139
3. Alderico – kardynał prezbiter Ss. Giovanni e Paolo; od 14 lutego 1130 w obediencji Anakleta II, zm. ok. 1130
4. Stefano Stornato – kardynał diakon S. Lucia in Orthea; od lutego 1130 w obediencji Anakleta II jako kardynał prezbiter S. Lorenzo in Damaso (22 lutego 1130); od 1132 ponownie kardynał diakon S. Lucia in Orthea w obediencji Innocentego II, zm. 1138
5. Hugo, archiprezbiter bazyliki watykańskiej – kardynał diakon S. Teodoro, zm. 22 sierpnia 1126

## Nominacja 6 marca 1126
1. Piotr – kardynał diakon S. Maria in Via Lata, następnie kardynał prezbiter S. Anastasia (17 marca 1128), zm. 1130

## Nominacje 18 grudnia 1126
1. Mathieu OSBCluny, przeor St.-Martin-des-Champs – kardynał biskup Albano, zm. 25 grudnia 1135
2. Giovanni z Camaldoli OCam, przeor Camaldoli, generał zakonu kamedułów – kardynał biskup Ostii, zm. 1134

## Nominacja 24 września 1127
1. Albert – kardynał diakon S. Teodoro, zm. 1135

## Nominacje 17 marca 1128
1. Anzelm – kardynał prezbiter S. Lorenzo in Lucina, zm. 1141
2. Lectifredo – kardynał prezbiter S. Vitale; od 14 lutego 1130 do 1133 w obediencji Anakleta II, zm. 1140
3. Rustico de Rustici, archiprezbiter bazyliki watykańskiej – kardynał diakon, następnie kardynał prezbiter S. Ciriaco (9 marca 1129), zm. 1131

## Nominacja 9 marca 1129
1. Goselinus – kardynał prezbiter S. Cecilia, zm. 1132

## Pozostałe nominacje w 1129
1. Henryk – kardynał prezbiter S. Prisca, od 14 lutego 1130 w obediencji Anakleta II, zm. po 24 kwietnia 1130
2. Guido del Castello CanReg – kardynał diakon S. Maria in Via Lata, następnie kardynał prezbiter S. Marco (23 grudnia 1133), Papież Celestyn II (26 września 1143), zm. 8 marca 1144